# Calbraith Rodgers
Calbraith "Cal" Perry Rodgers, född 12 januari 1879 i Pittsburgh, död 3 april 1912 i Long Beach, Kalifornien, var en amerikansk pilot. 
Rodgers lärde sig flyga vid Wright School vid Simms Station Dayton Ohio i juni 1911. I augusti samma år vann han 11 000 dollar vid Worlds Grand Endurance Aviation Contest i Chicago genom att stanna uppe i luften 27 timmar i längre intervaller under nio dagar. Med flygningen lyckades han intressera några sponsorer av värdet med en transkontinental flygning över USA. Huvudsponsorn som var läskedrycksfabrikör fick flygplanet uppkallat efter läsken Vin Fiz, dessutom försökte han få det amerikanska postverket intresserade att sända med post på flygningen. Men då postverket avböjde ordnade han fram privata avsändare.
För att kunna genomföra flygningen krävdes omfattande förberedelser, han bildade en service grupp som följde efter flygplanet på marken i bil, dessutom användes tre järnvägsvagnar med reservdelar, verktyg och extra bränsle. 
Han startade sin transkontinentala fligning i ett Wright biflygplan 17 september 1911 från Sheepshead Bay New York med en postväska fastmonterad på flygplanet. För att kunna korsa kontinenten krävdes 68 mellanlandningar med Vin Fiz. Rodgers valde att landa i parker och öppna ytor nära större orter för att locka publik. Som navigering västerut valde han att följa spåren längs med järnvägen till Chicago som man nådde 20 dagar efter starten. Här drabbades han av sitt första haveri, (totalt kom det att bli 16 större haverier).  Efter varje haveri reparerade service gruppen flygplanet så att Rodgers kunde fortsätta västerut. I Oklahoma möttes han av storm, och när hsan landade i Kansas City 14 oktober rådde sponsorerna honom till att flyga sydväst för att komma över mer folkrika områden. Han landade i Texas 17 oktober efter två veckor och 29 mellanlandningar kunde han lämna Texas. Över Imperial Junction i Kalifornien exploderade hans motor, Rodgers som träffades av metallsplitter tvingades nödlanda. Efter sedvanliga reparationer startade han och kunde landa i Pasadena 5 november 1911. 
Kvar från det ursprungliga flygplanet återstod endast ett fåtal delar när man landade i Pasadena, bland de större delarna var sidrodret fortfarande original, medan övriga komponenterna var ersatta med reservdelar. Trots att flygningen tog 49 dagar var det 25 dagar som Rodgers inte kunde flyga på grund av reparationer, väder och vila för att återhämta kroppen efter skador. Den sammanlagda flygtiden i luften var tre dagar 10 timmar och fyra minuter. Från Pasadena till Long Beach Kalifornien havererade han med allvarliga personskador som följd. Efter att han vårdats för sina skador fortsatte han flygningen och landade på Long Beach 10 december 1911. Fem månader senare omkommer han när hans flygplan havererar i Stilla havet utanför Long Beach.